# Midsummer Night in Sardinia
Midsummer Night in Sardinia è un album di Andrea Parodi, realizzato con la collaborazione di Al Di Meola e pubblicato nel 2005.

## Tracce
1. Amargura – 7:12
2. Deo Ti Gheria Maria (The Sound of Silence) – 4:22
3. Efix – 5:29
4. Umbras – 6:40
5. No potho reposare – 5:01
6. Creation – 6:37
7. La Maza – 8:20
8. Armentos – 8:58
9. Astrolicamus – 6:26
10. A Foua – 7:22